# Vorstengraf (Reinheim)

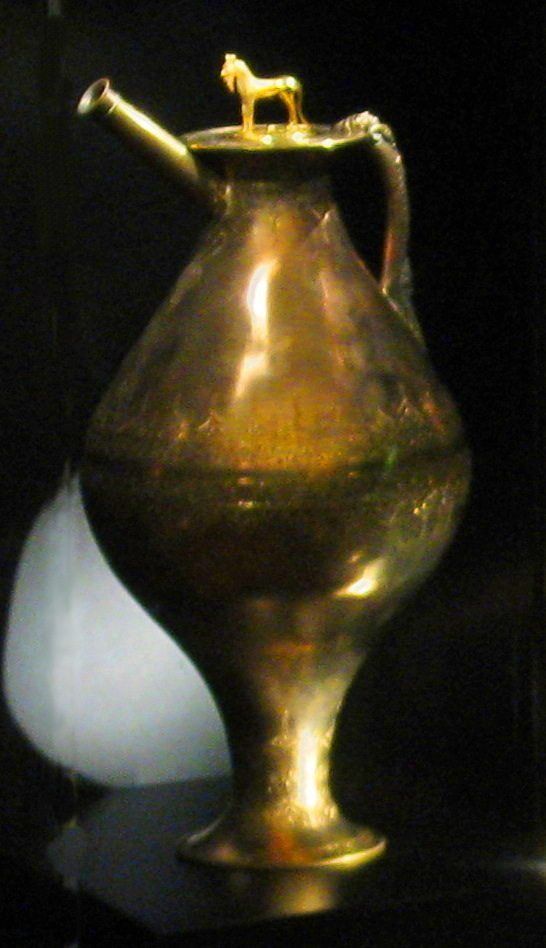
De Reinheimer Kanne

Het Vorstengraf Reinheim is een Keltische grafheuvel (een vorstengraf) met bijzonder rijke grafgiften nabij Reinheim in de Duitse deelstaat Saarland. Er werd in ca. 400 v.Chr. een vrouw begraven, deze grafheuvel wordt ook wel Fürstinnengrab genoemd. De grafkamer van balken van eikenhout was 3,50 meter lang, 3 meter breed en 1,20 meter hoog. Hij werd met een heuvel van 4,60 meter hoog en met een diameter van 20 meter afgedekt.
In 1952 vond Johannes Schiel een onvolledig skelet, dat aan een man toebehoorde. Opgravingen volgden in 1954 door Alfons Kolling. In 1954 volgde een wetenschappelijke opgraving. Op de derde opgravingsdag werden op een diepte van 2,18 meter de eerste vondsten gedaan, waaronder de Reinheimer Kanne en het Reinheimer Pferdchen.
In 1956-1957 werden in de omgeving drie grote grafheuvels ontdekt, waarvan deze grafheuvel de kleinste was. De omtrek van de andere twee heuvels was 22 en 36,50 meter. Door erosie en werkzaamheden aan het land werden de drie heuvels tot een 2 meter hoge heuvel, die door de bevolking van omliggende dorpen Katzenbuckel genoemd werd.

## Afbeeldingen

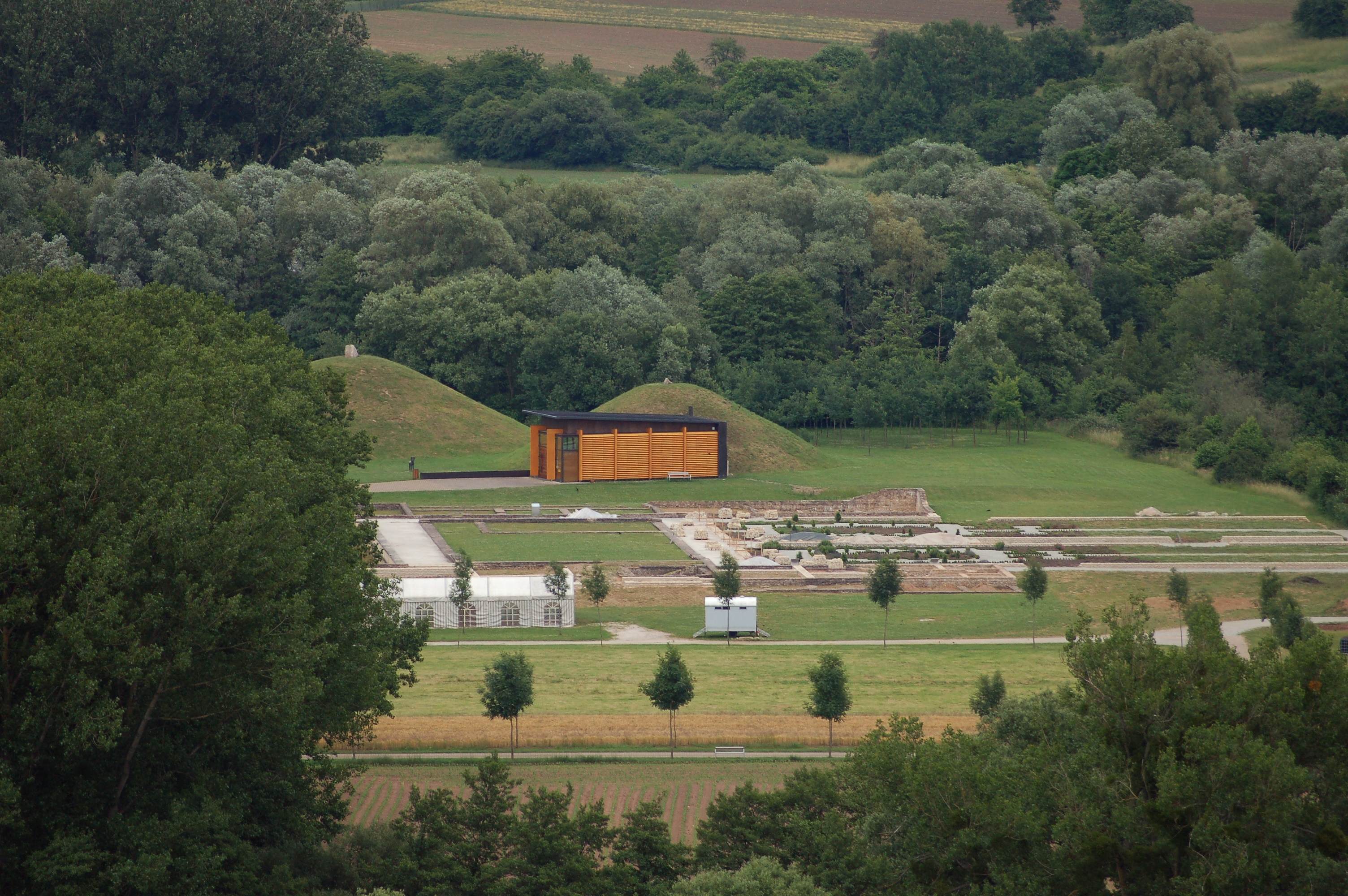
Het graf van de Keltenfürstin
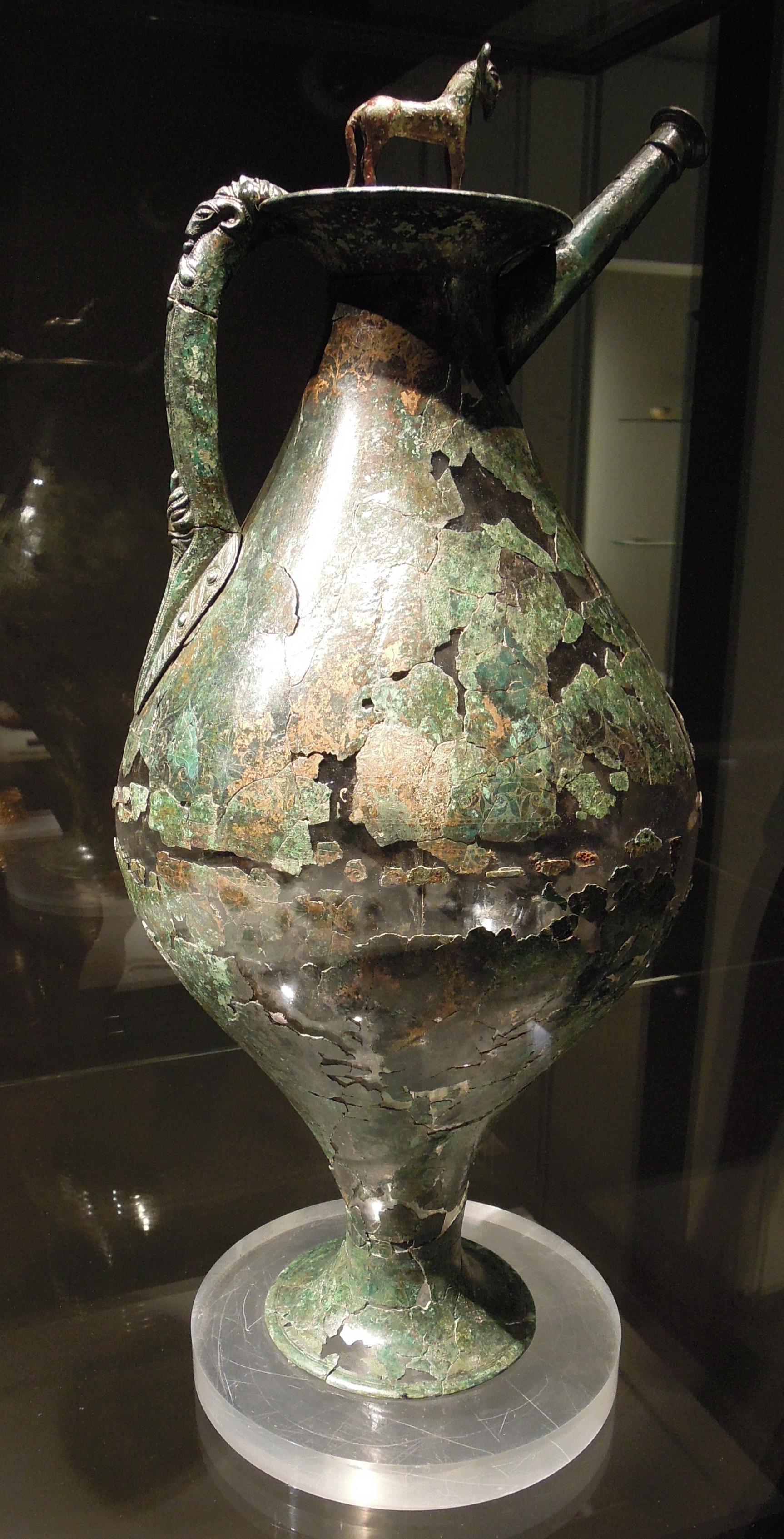
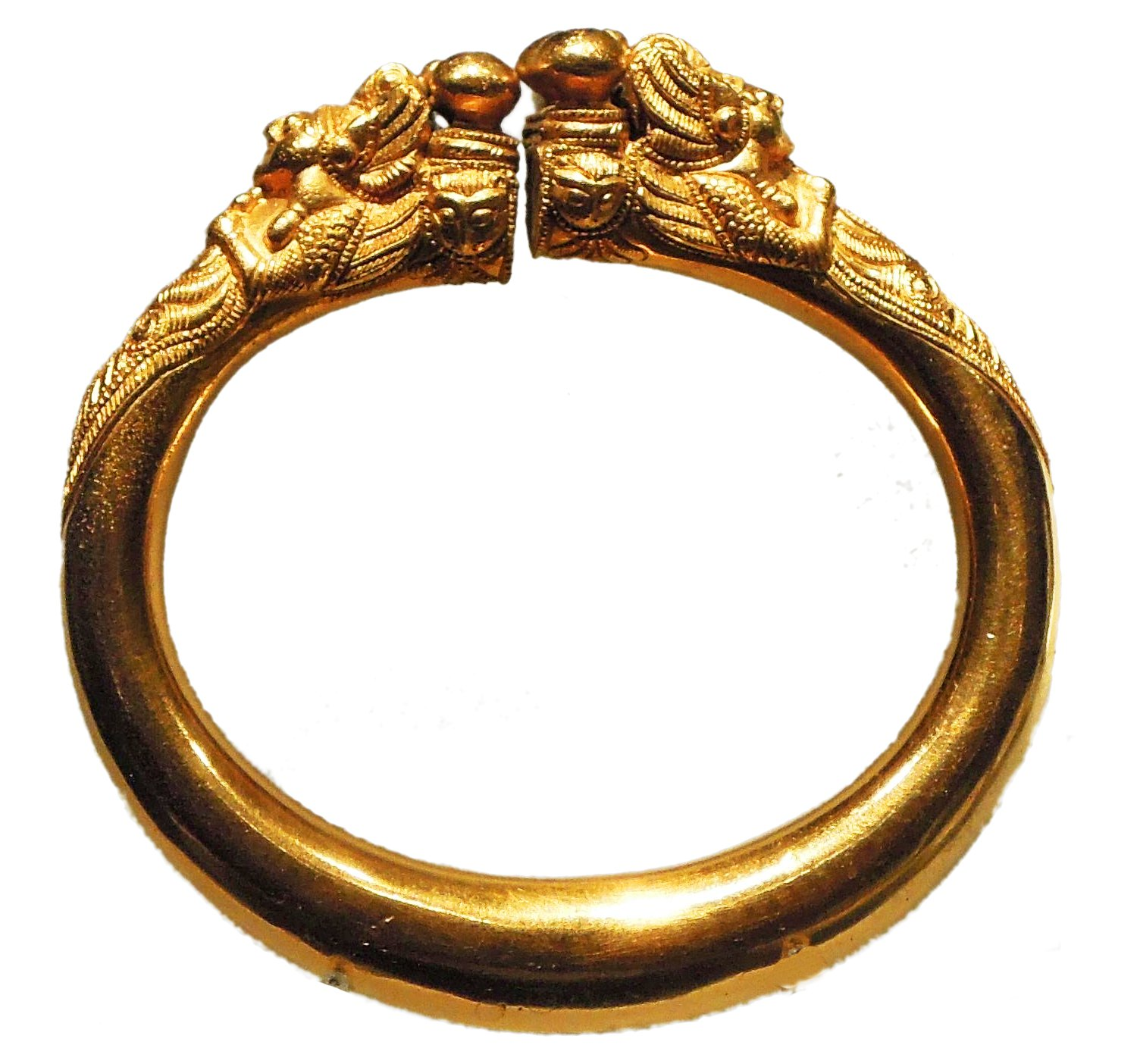
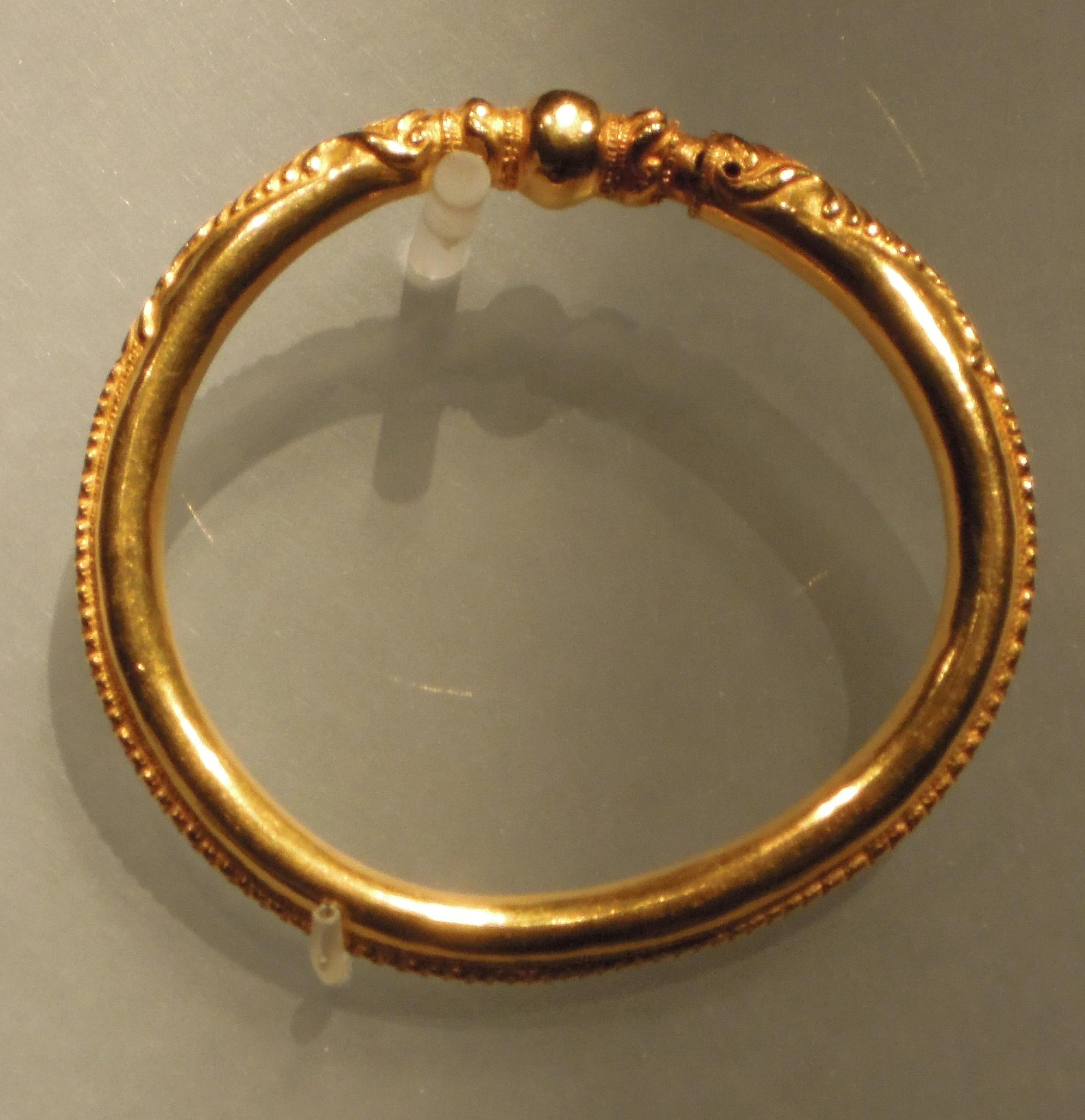